# Mutamento (sociologia)
Mutamento è il cambiamento di uno stato di campo, la variazione dell'organizzazione sociale e culturale.

## Definizione
Il mutamento è lo stadio normale della società. Ogni ambito è soggetto, continuamente, e ancor di più nel XX secolo, al cambiamento, ovvero c'è una continua riformulazione di idee, credenze e teorie, una continua riaffermazione o rifiuto di norme.
Il concetto di mutamento è stato oggetto di attenzione, teorica e di ricerca, sin dalla nascita delle scienze sociali; la definizione, e per questo la concezione stessa, del fenomeno sono stati elementi di discussione nelle principali correnti sociologiche.
Esistono differenti concezioni di mutamento. In particolare, nella scienza sociale sono distinguibili due modelli che lo studiano e lo definiscono:
- il modello sistemico
- il modello di campo

### Il modello sistemico
La visione della società come un sistema organico, e la conseguente percezione della realtà sociale come un organismo, composto da elementi che interagiscono in modo organizzato, portano a descrivere il mutamento come una variazione del sistema, derivata da un cambiamento in uno degli elementi che lo compongono.
A seconda della sfera in cui il mutamento avviene, nel modello sistemico è possibile distinguere diversi tipi di trasformazioni:
- il mutamento nella composizione di una popolazione, causato da emigrazioni o immigrazioni, spopolamenti, nascita o dissoluzione di movimenti,
- il mutamento nella struttura della società, come conseguenza della comparsa di ineguaglianze, e della variazione delle relazioni di potere,
- il mutamento di funzioni, derivato dalla crescente differenziazione e specializzazione del lavoro, e dalla conseguente nascita delle figure esperte,
- il mutamento di confini sociali, inteso come trasformazione di un gruppo, culturale, o etnico, attraverso fusioni, conquiste o nuove idee d'appartenenza,
- il mutamento delle relazioni tra sottoinsiemi, dipendente dalla diminuzione, o dall'aumento, dell'influenza del potere politico, o della famiglia, in ambiti privati ed economici,
- il mutamento dell'ambiente, derivato dal deterioramento ecologico, dalla trasformazione fisica del territorio, dalla comparsa di virus ed epidemie, o dall'organizzazione globale delle relazioni (un esempio: il crollo del blocco sovietico).

Nel modello sistemico, il mutamento avviene, quindi, in ambiti precisi, delimitati. È l'impatto conseguente che può, o meno, investire la totalità della società, in quanto, in un sistema organico, il cambiamento in uno degli elementi ha un impatto, ovviamente, sull'intero organismo, ovvero la società.

### Il modello di campo
La società, in questo caso, è vista come un campo di relazioni, una rete di relazioni e rapporti tra individui, è, per questo, interindividuale. Il mutamento, in una visione della realtà sociale di questo genere, assume la forma di una trasformazione dei rapporti e delle relazioni stesse. Il cambiamento avviene, quindi, nel campo che esiste tra gli individui, nella rete di azioni sociali.

Alla luce di questa concezione, il mutamento appare derivare dai processi di aggruppamento e raggruppamento, dalla nascita di forme organizzative o dalla trasformazione delle forme organizzative precedenti, da tutti quegli elementi che portano variazioni ai possibili rapporti di relazione.

## Analisi del mutamento
La sociologia del mutamento socioculturale odierna definisce la società stessa come un reticolo, una rete interconnessa, plasmabile, di azioni sociali; il mutamento, alla luce di questo, appare essere una differenza di variazione del sistema causata da azioni sociali, una variazione che avviene in un campo, o ambito, definibile e distinguibile.

Altro aspetto da tener presente è che la portata del cambiamento, il suo impatto, possono, naturalmente, variare: esistono mutamenti parziali, di portata limitata, che causano trasformazioni in ambiti ben precisi; in altri casi, invece, l'impatto è ben più ampio e può portare a variazioni globali, a cambiamenti dell'intera organizzazione del sistema sociale.
Per analizzare il mutamento di un ambito socioculturale è opportuno, quindi, sottolineare le differenze tra gli stati osservati, proporre eventuali azioni-causa, eventi che possono aver facilitato o stimolato la trasformazione, e definire la portata del mutamento stesso, descrivendo l'eventuale impatto globale che ne è derivato, oppure descrivendo l'influenza del cambiamento, o dei cambiamenti, che hanno causato il mutamento nell'ambito definito.
Tenendo presente che la causa del mutamento, come già evidenziato, è l'azione sociale; è semplice comprendere l'importanza dell'attenzione, durante l'analisi del fenomeno, da dedicare ai movimenti rivoluzionari, alle contestazioni, e alle azioni che volutamente cercano di portare al cambiamento, ma, allo stesso tempo, è necessario osservare le semplici azioni, non intenzionalmente compiute a questo scopo, che causano o facilitano la trasformazione, seppur semplicemente come conseguenza non prevista.